# Marcel Madoumier
Marcel Madoumier, né le 30 mars 1902 à  Saint-Pierre-Chérignat (Creuse) et mort le 24 mars 1949 à Limoges (Haute-Vienne), est un instituteur et homme politique français.

## Biographie

### Éléments personnels et carrière professionnelle
Marcel Madoumier naît le 30 mars 1902 à Saint-Pierre-Chérignat, dans le département de la Creuse.
Formé à l’école normale d’instituteurs de Limoges, il obtient son brevet supérieur en 1920 et se voit confier en 1921 la charge d’instituteur stagiaire à Grand-Grammont, dans la Creuse. Après son service militaire et lauréat du certificat d’aptitude pédagogique, Marcel Madoumier est titularisé en 1923. Il exerce d’abord dans la Creuse, puis, dans la Haute-Vienne.

### Carrière politique
Marcel Madoumier s’engage dans sa jeunesse à la Section française de l’Internationale ouvrière (SFIO), en particulier dans le groupe Gaston-Couty de la fédération de Limoges. Remarqué par ses pairs, il est par la suite porté à la tête de la fédération socialiste de la Haute-Vienne.
Élu conseiller municipal à Limoges après le renouvellement d’octobre 1947, il est nommé adjoint à l’instruction publique par le maire.
Après avoir été désigné en octobre comme candidat par les socialistes locaux, il est élu conseiller de la République en novembre 1948. Quelques semaines après son élection, il est contraint à l’alitement en raison d’un surmenage. Il meurt le 24 mars 1949 à Limoges, dans le département de la Haute-Vienne.
Au Conseil de la République, il est remplacé par un autre membre de la Section française de l’Internationale ouvrière, Georges Lamousse, élu à la suite d’un scrutin partiel.

## Activité parlementaire
Lors du deuxième scrutin pour désigner les conseillers de la République, Marcel Madoumier est élu le 7 novembre 1948 par les électeurs du département de la Haute-Vienne. Il est admis le 19 novembre suivant,.
Il s’affilie comme membre du groupe socialiste lors de la constitution des listes électorales le 23 novembre 1948. Cette appartenance politique est renouvelée à l’ouverture de session de 1949, le 11 janvier 1949,.
Le 18 janvier 1949, Marcel Madoumier est nommé membre de la commission de l’Éducation nationale, des beaux-arts, des sports, de la jeunesse et des loisirs,.